# Elena Vallortigara
Elena Vallortigara (* 21. September 1991 in Schio) ist eine italienische Leichtathletin, die sich auf den Hochsprung spezialisiert hat.

## Sportliche Laufbahn
Erste Erfahrungen bei einer internationalen Meisterschaft sammelte Elena Vallortigara bei den Jugendweltmeisterschaften 2007 in Ostrava und gewann dort mit 1,81 m die geteilte Bronzemedaille. Anschließend gewann sie beim Europäischen Olympischen Jugendfestival in Belgrad mit 1,86 m die Goldmedaille. 2008 qualifizierte sie sich für die Juniorenweltmeisterschaften im polnischen Bydgoszcz und schied dort mit übersprungenen 1,65 m in der Qualifikation aus. 2009 erfolgte die Teilnahme an den Junioreneuropameisterschaften in Novi Sad, bei denen sie mit 1,87 m Vierte wurde. 2010 nahm sie erneut an den Juniorenweltmeisterschaften in Moncton teil und gewann dort mit 1,89 m die Bronzemedaille.
Es folgten zahlreiche Jahre, in denen sie nicht an ihre erfolgreiche Juniorinnenkarriere anschließend konnte. Erst ab 2017 konnte sie sich wieder steigern und 2018 steigerte sie sich über die Saison hinweg kontinuierlich und übersprang bei den Müller Anniversary Games in London 2,02 m, womit sie nahe an den italienischen Rekord von Antonietta Di Martino (2,03 m) herankam. Sie galt damit als Medaillenkandidatin für die Europameisterschaften in Berlin, scheiterte dort aber überraschend mit 1,86 m in der Qualifikation. Auch bei den Halleneuropameisterschaften im Jahr darauf in Glasgow schied sie mit 1,89 m in der Qualifikation aus und bei den Weltmeisterschaften in Doha reichten 1,89 m ebenfalls nicht für einen Finaleinzug. 2021 schied sie bei den Halleneuropameisterschaften in Toruń mit 1,87 m in der Vorrunde aus. Anfang Juli siegte sie mit 1,88 m bei der Nacht van de Atletiek und startete anschließend bei den Olympischen Sommerspielen in Tokio, bei denen sie mit 1,93 m aber den Finaleinzug verpasste. Anschließend siegte sie mit 1,93 m beim CITIUS Meeting sowie mit 1,96 m beim Memoriał Kamili Skolimowskiej. Im Jahr darauf wurde sie dann bei den Hallenweltmeisterschaften in Belgrad mit 1,92 m Sechste. Im Juli erreichte sie bei den Weltmeisterschaften in Eugene das Finale und gewann dort mit 2,00 m die Bronzemedaille hinter der Australierin Eleanor Patterson und Jaroslawa Mahutschich aus der Ukraine. Daraufhin gelangte sie bei den Europameisterschaften in München mit 1,86 m auf Rang neun.
2023 schied sie bei den Halleneuropameisterschaften in Istanbul mit 1,82 m in der Qualifikationsrunde aus und im Jahr darauf verpasste sie bei den Europameisterschaften in Rom mit 1,85 m den Finaleinzug.
In den Jahren 2018 und von 2020 bis 2023 wurde Vallortigara italienische Meisterin im Hochsprung im Freien sowie 2017, 2019 und 2020 sowie 2022 und 2023 in der Halle.